# 케루스키족

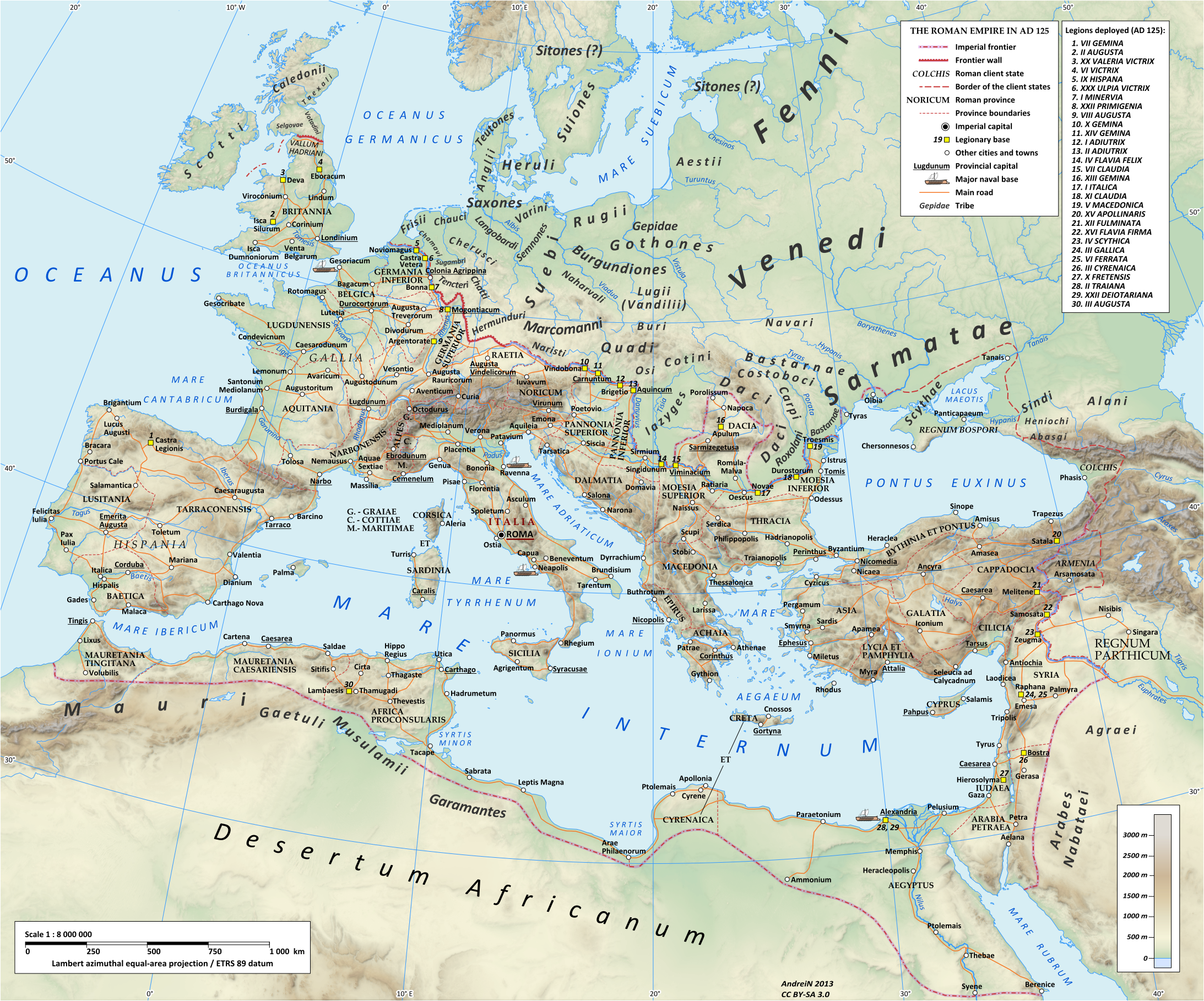

케루스키족(독일어: Cherusker)은 기원전 1세기부터 기원후 1세기까지 현재의 오스나브뤼크부터 하노버까지의 지역에 해당하는 라인강의 북쪽 골짜기와 독일 북서쪽에 살던 게르만 민족이다. 나중에는 프랑크족과 색슨족에 흡수되었다.

## 역사
기원전 12년에 로마 제국의 지배를 받게 되었으나, 아르미니우스가 앞장서 로마 군단을 무찌르고 로마의 지배에 반대하여 독립을 되찾았다.

## 같이 보기
- 아르미니우스
- 토이토부르크 숲 전투